# إيتوتاما
إيتوتاما (باليابانية: えとたま، بالروماجي: Etotama) هي سلسلة مانغا يابانية من تأليف تاكاشي هوشي وتورو زيكو ورسم هيروما هينو. نشرت من قبل آسكي ميديا وركس في مجلة دينجيكي دايوه. منذ يناير عام 2014
حتى يناير عام 2016. أنتجت إلى مسلسل
أنمي يابانية من قبل استوديو شيروغومي واستوديو إينكوراج فيلمز. عرض الأنمي في 9 أبريل عام 2015 واستمر عرضه حتى 25 يونيو عام 2015، وتكون من 12 الحلقة. وتم إنتاج أونا صدرت في 25 مايو عام 2021.

## القصة
تدور أحداث القصة عن نيا تان، قطة علم التنجيم الصيني وهي روح ذات مرتبة أقل من بقية الأرواح التي تأخذ أشكال الحيوانات من الأبراج الصينية، وتنافس من أجل رفع نفسها إلى مرتبة إيتو-شين. نيا تان بسيطة وتعاني من فقدان الذاكرة، وتجرب طرقًا حمقاء مختلفة لتصبح إيتو-شين. تلتقي بتاكيرو تيندو، وهو طالب في المدرسة الثانوية يعيش بمفرده في أكيهابارا، وشيئا فشيئا تقترب من تحقيق هدفها.

## الشخصيات
نيا-تان (باليابانية: にゃ〜たん، بالروماجي: Nya-tan)
أداء صوتي: ريه موراكاوا
تاكيرو أماتو (باليابانية: 天戸 タケル، بالروماجي: Amato Takeru)
أداء صوتي: هيرو شيمونو
تشو-تان (باليابانية: チュウたん، بالروماجي: Chuu-tan)
أداء صوتي: ساياكا أوهارا
مو-تان (باليابانية: モ～たん، بالروماجي: Moo-tan)
أداء صوتي: إريكو ماتسوي
شيما-تان (باليابانية: シマたん، بالروماجي: Shima-tan)
أداء صوتي: يويكو تاتسومي [الإنجليزية]
أوسا-تان (باليابانية: ウサたん، بالروماجي: Usa-tan)
أداء صوتي: يوكا أيساكا
دورا-تان(باليابانية: ドラたん، بالروماجي: Dora-tan)
أداء صوتي: مآيا أوتشيدا
شا-تان (باليابانية: シャアたん، بالروماجي: Shaa-tan)
أداء صوتي: هيتومي ناباتامي
أوما-تان (باليابانية: ウマたん، بالروماجي: Uma-tan)
أداء صوتي: أري أوزاوا
مي-تان (باليابانية: メイたん، بالروماجي: Mei-tan)
أداء صوتي: ماي فوتشيغامي
كي-تان (باليابانية: キーたん، بالروماجي: Kii-tan)
أداء صوتي: ميغومي تودا
بيو-تان (باليابانية: ピヨたん، بالروماجي: Piyo-tan)
أداء صوتي: ميكوي ساساكي
إينو-تان (باليابانية: イヌたん، بالروماجي: Inu-tan)
أداء صوتي: ماريكو هوندا
أوري-تان (باليابانية: ウリたん، بالروماجي: Uri-tan)
أداء صوتي: يوميري هاناموري

## وصلات خارجية
- الموقع الرسمي باللغة اليابانية
- إيتوتاما على موقع ANN anime (الإنجليزية)